# Montmagny (district électoral du Canada-Uni)
Pour les articles homonymes, voir Montmagny.
Circonscription électorale provinciale du Canada
Montmagny est un district électoral de l'Assemblée législative de la province du Canada.

## Liste des députés
| Années | Années      | Député                 | Affiliation |
| ------ | ----------- | ---------------------- | ----------- |
|        | 1854 - 1858 | Louis-Napoléon Casault | Modéré      |
|        | 1858 - 1861 | Joseph-Octave Beaubien | Bleu        |
|        | 1861 - 1863 | Joseph-Octave Beaubien | Bleu        |
|        | 1863 - 1867 | Joseph-Octave Beaubien | Bleu        |